# Eotitanosuchus
Eotitanosuchus olsoni
Genre
Espèce
Synonymes
- † Ivantosaurus Tchudinov, ou Chudinov 1983

Eotitanosuchus (« crocodile géant de l'aube ») est un genre éteint de thérapsides biarmosuchiens dont les fossiles ont été trouvés dans la ville d'Ochyor dans le Krai de Perm, en Russie, ayant vécu il y a environ 267 millions d'années et dont une seule espèce est connu : Eotitanosuchus olsoni.
Le genre Eotitanosuchus' est, en 2022, considérés comme un « subjective synonym » de Biarmosuchus.

## Description

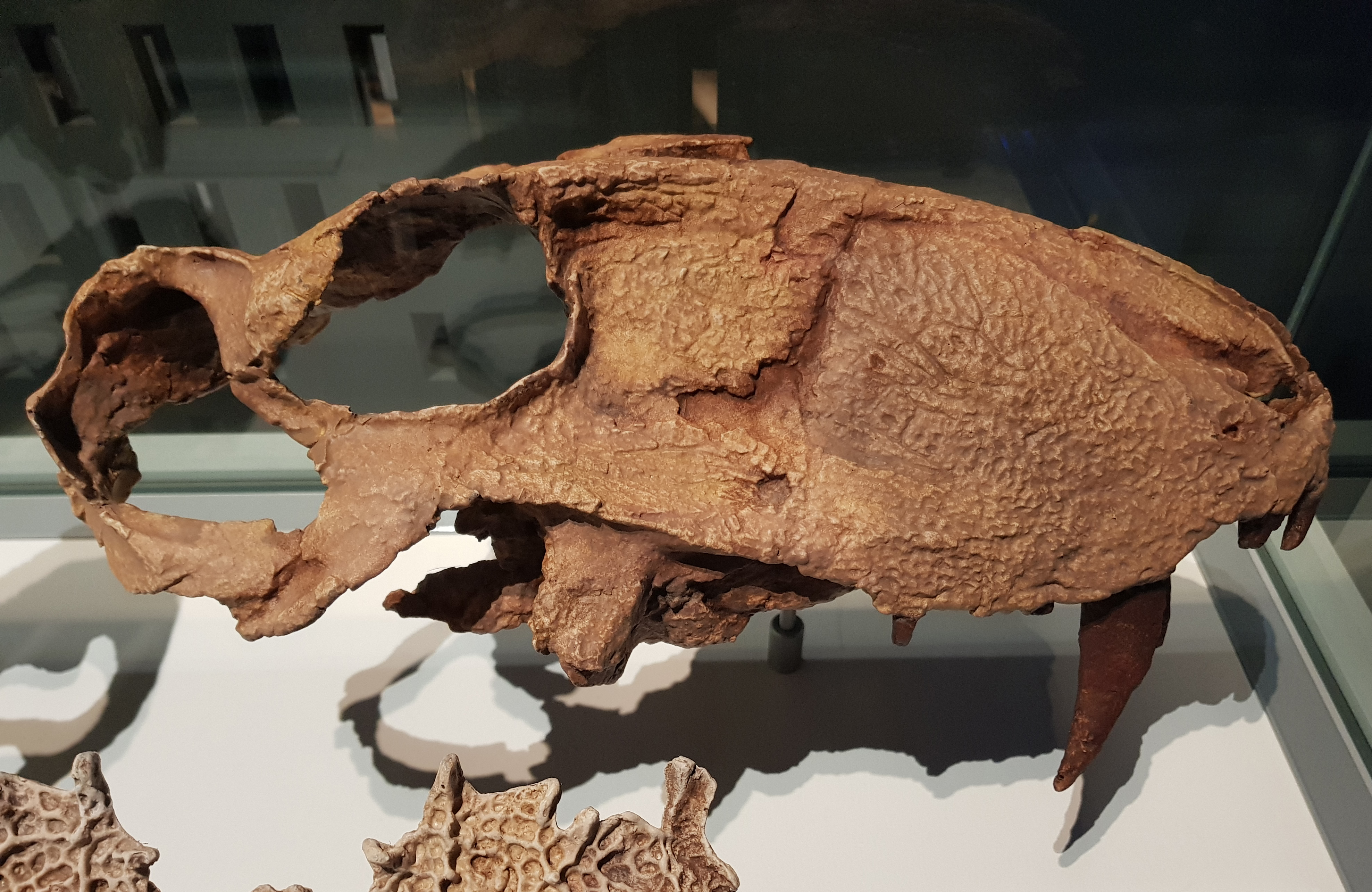
Moulage du crâne d'Eotitanosuchus

Eotitanosuchus est connu à partir d'un seul grand crâne fossile non accompagné de la mâchoire inférieure. Le crâne mesure 35 cm, mais la longueur totale de l'animal peut avoir été supérieure à 2,5 mètres. Comme Biarmosuchus, il était primitif en ce sens que, bien qu'il s'agisse d'un prédateur, l'ouverture de la tempe derrière l'œil était petite, ce qui lui donnait une morsure faible. Le temple était cependant plus grand au sommet que chez les autres biarmosuchiens.

## Paléoécologie

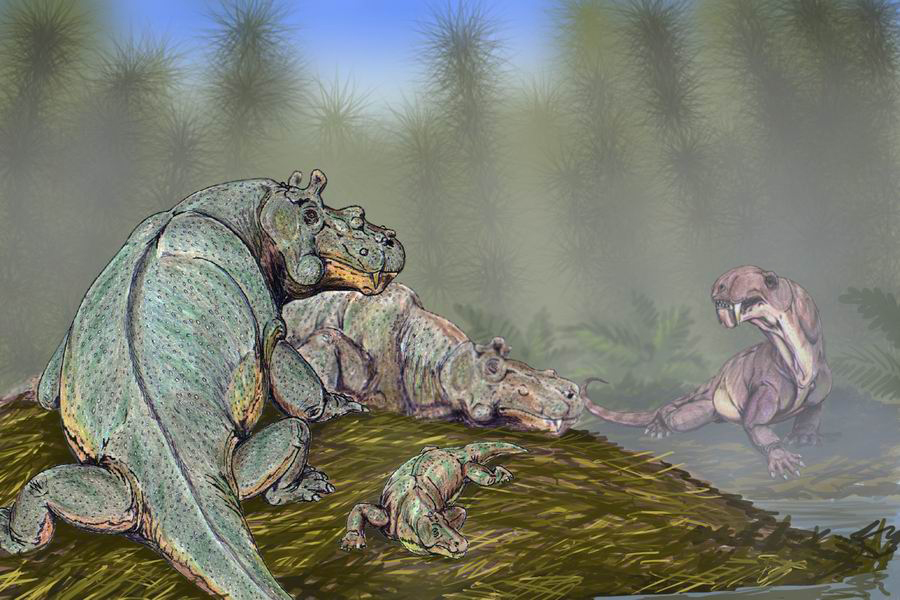
Eotitanosuchus (en arrière plan) observant un groupe d'Estemmenosuchus (au premier plan).

Des fossiles d'Eotitanosuchus ont été trouvés dans la région de Perm en Russie. Eotitanosuchus était sans aucun doute un animal dominant de son environnement. Trouvé préservé dans des dépôts d'inondation (autrefois des tourbières côtières) contenant de nombreux squelettes d'estemmenosuchidés, il a été suggéré que ce grand prédateur était un excellent nageur, peut-être semi-aquatique ou fréquentant les sols marécageux. Ceci, cependant, n'est que spéculation.
Eotitanosuchus est souvent groupé avec les Phthinosuchidae et les Biarmosuchidae. En fait, Ivakhnenko (1999) soutient que Biarmosuchus tener et Eotitanosuchus olsoni sont le même organisme, ce qui éliminerait l'Eotitanosuchia tant que taxon distinct, bien que cette conclusion ne semble pas avoir été largement acceptée. Indépendamment de l'issue finale de ce débat, l'article d'Ivakhnenko semble montrer qu'Eotitanosuchus est très similaire à Biarmosuchus. De plus, étant donné la similitude assez étroite entre Eotitanosuchus et les thérapsides ultérieurs, cette observation soutient l'idée que le taxon Biarmosuchia serait paraphylétique. D'autres considèrent Eotitanosuchus comme assez distinct des autres thérapsides basaux et peut-être plus proche des gorgonopsiens mais les spécialisations de ces derniers ne sont pas présentes chez ce derniers ou, comme c'est le plus souvent le cas, l'état des caractères est inconnu. Ce genre est caractérisé par de nombreuses attributs primitives du septomaxille, du postorbitaire, du pariétal, de l'interpariétal, du basioccipital, des rameaux carrés du ptérygoïde et des vomers du crâne. La longueur du processus dorsal du prémaxillaire (mâchoire avant) et la torsion postorbitaire (face arrière du crâne) constituent des spécialisations qui indiquent qu'il ne s'agit pas d'un ancêtre gorgonopsien direct. Ces caractéristiques, cependant, sont partagées par les lignées d'antéosaures et de biarmosuchidés.